# Stiftung Berner Gesundheit

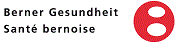
Logo der Berner Gesundheit

Die Stiftung Berner Gesundheit ist eine Organisation im Bereich der Gesundheitsförderung und Suchtberatung im Kanton Bern. Ihre Kernaufgaben sind Gesundheitsförderung und Prävention, Sexualpädagogik, Suchtberatung und -therapie. Die Organisation ist im Auftrag der Gesundheits-, Sozial- und Integrationsdirektion des Kantons Bern tätig.

## Zweck, Organisation und Finanzierung
Die Stiftung Berner Gesundheit ist QuaTheDA (abgekürzt für: Qualitätsmanagementsystem, Therapie, Drogen, Alkohol) zertifiziert, sowie politisch und konfessionell unabhängig. Sie wird zentral gesteuert und bietet ihre Angebote dezentral an. Neben der Geschäftsleitung mit Sitz in Bern ist die Berner Gesundheit in den Regionen Bern, Emmental-Oberaargau, Berner Jura-Seeland sowie Oberland mit insgesamt vier Regionalzentren (Bern, Burgdorf, Biel, Thun) und 15 Beratungsstandorten im gesamten Kanton präsent. Sie wird zum grössten Teil durch die öffentliche Hand finanziert.

## Kernaufgaben und Angebote
Die Kernaufgaben sind Gesundheitsförderung und Prävention, Sexualpädagogik, Suchtberatung und -therapie.

### Gesundheitsförderung und Prävention
Die Fachpersonen schulen, beraten und informieren Einzelpersonen und Gruppen aus Schulen, Kindertagesstätten, Familien, Heimen, Lehrbetrieben, Gemeinden und Vereinen. Die Zielgruppen sind Kinder und Jugendliche, welche die Berner Gesundheit durch die Zusammenarbeit mit den Multiplikatoren erreicht. Die Fachpersonen unterstützen die Multiplikatoren bei der Planung und der Durchführung von präventiven Massnahmen zu den Themen Cannabis, Alkohol, illegale Drogen, digitale Medien, Glücksspiel, Tabak, Klassenklima, Stress, Gewalt und Mobbing, Lebenskompetenzen, Diversität, Sexualität/Liebe, Depression und Suizid, psychische Gesundheit.
Das sexualpädagogische Angebot ergänzt die Sexualerziehung in Schule, Heim und Familie. Die Fachpersonen bieten sexualpädagogische Gruppengespräche für Schulklassen an, beraten Jugendliche und junge Erwachsene und coachen Lehrpersonen und Erziehungsverantwortliche.

### Suchtberatung und -therapie
Fachpersonen bieten ambulante psychosoziale Beratung und Therapie für Betroffene und Angehörige an. Dies wird im Rahmen von Einzel-, Paar-, Familien- oder Gruppengesprächen angeboten. Nach Bedarf werden interkulturelle Übersetzerinnen und Übersetzer für Beratungsgespräche beigezogen. Spezifische Themen sind: Cannabis, Alkohol, illegale Drogen, digitale Medien, Glücksspiel, Tabak, Medikamente, Kaufsucht, Sexsucht und Essstörung.

## Geschichte
Die Organisation ist erst seit 1998 als Stiftung verfasst, die Anfänge reichen aber bis ins Jahr 1931 zurück. Von 1931 bis 1998 war die Organisation ein Verband (formell ein Verein, da die Schweiz kein eigentliches Verbandsrecht kennt). Bei der Gründung 1931 hiess die Organisation "Verband Bernischer Fürsorgestellen für Alkoholkranke (VBFA)". Darin waren die Trägerschaften diverser staatlicher und halbstaatlicher Organisationen zusammengeschlossen, die sich für Alkoholkranke einsetzten. In der Anfangszeit kümmerte sich der VBFA ausschliesslich um den Alkoholismus, heute ist dies nur noch eine von vielen Aufgaben (siehe oben). Bereits in den ersten Statuten der Organisation war die politische und konfessionelle Neutralität verankert.
1946 wurde der Verband erweitert und auch stationäre Einrichtungen zur Behandlung alkoholkranker Menschen im Kanton Bern aufgenommen. Die Organisation nannte sich jetzt "Verband Bernischer Fürsorgestellen und Heilstätten für Alkoholkranke (VBFHA)". Name und Struktur der Organisation blieben bis 1986 im Wesentlichen unverändert. Jedoch wurden in dieser Zeit vier so genannte "Vorsorgestellen" eröffnet (1965 in Bern, 1971 in Thun, 1972 in Biel und 1982 in Langenthal). Diese Einrichtungen sind die Vorläufer der noch heute bestehenden Präventionsfachstellen der Beges.
1986 wurden die Statuten der Organisation revidiert und insbesondere der Zweck erheblich erweitert. Ab jetzt hiess die Organisation "Bernischer Verband für Suchtfragen (BVS)". Der BVS war nun für alle Suchterkrankungen zuständig, nicht mehr nur für Alkoholismus. 1993 folgte ein erneuter Namenswechsel, nämlich zum heutigen Namen "Berner Gesundheit". Dies war wiederum mit einer Ausweitung des Zwecks der Organisation verbunden: Erst ab jetzt kümmerte sich die Organisation auch um Sexualpädagogik und nicht "nur" um Suchtfragen. Vor 1993 hatte das Frauenspital in Bern (gehört heute zum Inselspital) eine "Fachstelle für Sexualpädagogik", die 1993 aufgelöst bzw. in die Beges integriert wurde.
1998 schliesslich gab sie sich die heutige Struktur als Stiftung. Bis dahin wurden die inzwischen 25 Fachstellen von nicht weniger als 19 verschiedenen Trägerschaften getragen, die in der Berner Gesundheit zusammengefasst waren. Im Rahmen dieser Umstrukturierung lösten sich diese Trägerschaften auf. Erster Stiftungsratspräsident wurde der frühere bernische Regierungsrat Kurt Meyer (SP).
Von 1999 bis 2001 baute die Berner Gesundheit ihr Angebot um: Es entstanden vier Regionalzentren (siehe oben), die noch heute bestehen. Dazu kommen 15 kleinere Beratungsstandorte im gesamten Kantonsgebiet. Das sexualpädagogische Angebot wurde 2003 aufs ganze deutschsprachige Kantonsgebiet ausgeweitet (vorher bestand es nur in Bern). 2004 erhielt die Beges für ihre Förderung der deutsch-französischen Zweisprachigkeit das Biliguisme-Label. Von 2005 bis 2009 war der damalige Regierungsstatthalter Urs Wüthrich (SP) Stiftungsratspräsident der Beges, seit 2009 hat der ehemalige Könizer Gemeinderat und SVP-Grossrat Ueli Studer dieses Amt inne.
Am 1. Januar 2015 nahm die Berner Gesundheit die ambulante Beratung für Jugendliche in ihren Versorgungsauftrag auf. Die ambulanten Beratungsangebote des Contact Netz wurden auf diesen Zeitpunkt in die Berner Gesundheit integriert. Ehemalige Contact-Netz-Mitarbeitende führen ihre Arbeit bei der Berner Gesundheit weiter.
Im Jahr 2017 übernahm die Berner Gesundheit den Beratungsauftrag sowie die Arbeitsverhältnisse vom ehemaligen Verein APESE (französischsprachige Sexualpädagogik).
Die vom Kanton Bern im Rahmen des Suchthilfekonzepts voran getriebene Strukturbereinigung hat dazu geführt, dass die Berner Gesundheit ab 1. Juli 2018 die ambulante Suchtberatung im Berner Jura vollumfänglich – also auch für den Bereich der illegalen Drogen – übernehmen konnte.
Die "Allianz Gesundheitskompetenz" hat das Gesundheitsförderungsprojekt Projekt «Pa-paRat» der Berner Gesundheit am 1. Februar 2019 mit dem 1. Preis ausgezeichnet.